# Дубляни
Дубляни (на сръбски: Дубљани) е село в Босна и Херцеговина, разположено в община Требине, в ентитета на Република Сръбска. Населението му според преброяването през 2013 г. е 14 души, от тях: 14 (100,00 %) сърби.

## Население
Численост на населението според преброяванията през годините:
- 1961 – 69 души
- 1971 – 86 души
- 1981 – 41 души
- 1991 – 29 души
- 2013 – 14 души